# Bullhead City
 Bullhead City  er by i Mohave County, Arizona, USA, der ligger på østsiden af Colorado River over for byen Laughlin, som ligger på vestsiden af floden i Nevada. Byen har 41.348 (2020) indbyggere.
Byen er meget besøgt i weekenderne af mennesker, som krydser floden for at komme til kasinoerne på den anden side af floden, da kasinoerne er forbudt i delstaten Arizona på nær i indianerreservaterne.
Nord for byen ligger Davis Dam, som blev færdigbygget i 1956. På det tidspunkt var Bullhead City en lille by, som blev bygget af dem, som arbejdede på dæmningen. Byens navn stammer fra en klippe i Colorado River, som lignede et tyrehoved, men som nu er begravet under vandet, efter at dæmningen blev bygget.
I 1990'erne blev der bygget en international lufthavn, som tager imod et millionantal besøgende om året. I alt omkring seks millioner mennesker om året kommer til Bullhead City-Laughlin området, inklusive 50.000 motorcykelentusiaster, som deltager i den traditionelle "River Run", som afholdes hvert år fra den 25-29. april.